# 猶太山戰役
猶太山戰役，是發生在1542年8月非洲阿比西尼亞王國內葡萄牙軍隊和索馬里阿達爾蘇丹國的戰役。葡萄牙嬴得此勝役，繳獲大量馬匹，使他們可在下一次戰役取勝。
這場勝利所帶來的好處是短暫的，在一個月內達伽馬和他的士兵在捕獵動物的營地被殺。